# Charles Montagu (1er duc de Manchester)
Charles Edward Montagu, 1er duc de Manchester (c. 1662 – 20 janvier 1722), auparavant, 4e comte de Manchester, fils de Robert Montagu (3e comte de Manchester).

## Biographie
Il fait ses études à Trinity College, Cambridge, et succède à son père dans le comté en 1683. Partisan des Whig lors de la révolution de 1688, il assiste Guillaume III d'Orange-Nassau et Mary lors de leur couronnement, et combat avec William lors de la Bataille de la Boyne.
En 1697, il est envoyé comme émissaire à Venise pour tenter d'obtenir la libération des marins britanniques, mais les Vénitiens n'ont pas voulu négocier. À son retour, en 1698, il est nommé conseiller privé. L'année suivante, il est envoyé comme ambassadeur d'Angleterre en France, y restant jusqu'à l'éclatement de Guerre de Succession d'Espagne en 1701. Il est ensuite nommé Secrétaire d'État pour le Département du Sud, un poste qu'il occupe entre janvier et mai 1702. Il est de nouveau envoyé à Venise, comme ambassadeur, en 1707 et 1708, mais les négociations pour persuader Venise d'adhérer à la Grande Alliance échouent à nouveau.
En 1714, il est nommé dans la maison de George Ier, par qui, le 28 avril 1719, il est créé duc de Manchester. En 1719, il est l'un des principaux abonnés à l'Académie Royale de Musique, une société qui produit de l'opéra baroque. Il est décédé le 20 janvier 1722. Il est le père de William Montagu (2e duc de Manchester) et de Robert Montagu (3e duc de Manchester), et de Charlotte Montagu, épouse de Pattee Byng (2e vicomte Torrington).